# イリ・カザフ自治州
イリ・カザフ自治州（イリ・カザフ-じちしゅう）は中華人民共和国新疆ウイグル自治区北部に位置するカザフ族の副省級自治州。グルジャ市（伊寧市）を州都とし、全国で唯一、タルバガタイ（塔城）、アルタイ（阿勒泰）の2地区を管轄する地区級行政単位である。
民族構成はカザフ族が25.5%、漢族が45.2%、ウイグル族が15.9%を占める。自治区の中心部は天山山脈とボロホロ山脈（天山山脈の支脈）に挟まれたイリ盆地（イリ川上流部）である。

## 歴史
唐代には突厥旧属カルルク部の地であり、後にカラハン王朝の領土となった。
1124年、契丹貴族耶律大石がイリのカルルク部を臣服させて西遼を樹立した。1211年にカルルク部はモンゴル帝国の支配下に入り、チャガタイ・ハン国に分封された。
1677年、オイラト・モンゴルのジュンガル部が南下して新疆に入り、イリ地方をその中心とした。
1755年、清朝はジュンガル部との数十年にわたる戦いの後、イリを征服し、1762年にはイリ将軍を置いた。イリ将軍が駐在した恵遠城（現在の霍城県恵遠鎮）は新疆の政治・軍事の中心ともなった。
中華人民共和国成立後、1954年にイリ・カザフ自治州が成立。

## 行政区域
3県級市・7県・1自治県を直轄するほか、2地区を管轄する。
- タルバガタイ（塔城）地区 98,824平方キロメートル、910,000人
- アルタイ（阿勒泰）地区 118,015平方キロメートル、590,000人
- グルジャ（伊寧）市 575平方キロメートル、340,000人
- コルガス（霍爾果斯）市
- クイトゥン（奎屯）市 1,036平方キロメートル、270,000人
- グルジャ（伊寧）県 4,684平方キロメートル、390,000人
- 霍城県 5,428平方キロメートル、340,000人
- トックズタラ（鞏留）県 4,323平方キロメートル、150,000人
- ニルカ（尼勒克）県 10,145平方キロメートル、150,000人
- キュネス（新源）県 6,818平方キロメートル、280,000人
- テケス（特克斯）県 7,772平方キロメートル、150,000人
- 昭蘇県 11,111平方キロメートル、150,000人
- チャプチャル・シベ（察布査爾錫伯）自治県 4,469平方キロメートル、160,000人
- 新疆生産建設兵団第九師

| イリ・カザフ自治州の地図 |
| --- |
| グルジャ市 クイトゥン市 コルガス市 グルジャ県 チャプチャル・ · シベ自治県 霍城県 トックズタラ県 キュネス県 昭蘇県 テケス県 ニルカ県 |

### 年表
この節の出典

#### イリ専区
- 1949年10月1日 - 中華人民共和国新疆省イリ専区が成立。グルジャ県・霍城県・綏定県・トックズタラ県・鞏哈県・キュネス県・テケス県・昭蘇県・寧西県・ボルタラ県・精河県・温泉県が発足。(12県)
- 1952年5月22日 - グルジャ県の一部が分立し、グルジャ市が発足。(1市12県)
- 1953年11月20日 - 鞏哈県がニルカ県に改称。(1市12県)
- 1954年3月25日 - 寧西県が自治県に移行し、チャプチャル・シベ自治県となる。(1市11県1自治県)
- 1954年7月13日 - ボルタラ県・精河県・温泉県がボルタラ・モンゴル族自治区に編入。(1市8県1自治県)
- 1954年11月27日 - イリ専区がイリ・カザフ自治州イリ専区に改称。

#### 新疆省イリ・カザフ自治州イリ専区
- 1955年5月28日 - グルジャ市がイリ・カザフ自治州に編入。(8県1自治県)
- 1955年9月13日 - 新疆ウイグル自治区の成立により、新疆ウイグル自治区イリ・カザフ自治州イリ専区となる。

#### 新疆省イリ・カザフ自治州
- 1955年5月28日 - イリ・カザフ自治州イリ専区グルジャ市をイリ・カザフ自治州が直轄する。(1市)
- 1955年9月13日 - 新疆ウイグル自治区の成立により、新疆ウイグル自治区イリ・カザフ自治州となる。

#### 新疆ウイグル自治区イリ・カザフ自治州イリ専区(1955年)
- 1955年12月31日 - グルジャ県・霍城県・綏定県・トックズタラ県・ニルカ県・キュネス県・テケス県・昭蘇県・チャプチャル・シベ自治県がイリ・カザフ自治州に編入。

#### 新疆ウイグル自治区イリ・カザフ自治州
- 1955年12月31日 - イリ・カザフ自治州イリ専区グルジャ県・霍城県・綏定県・トックズタラ県・ニルカ県・キュネス県・テケス県・昭蘇県・チャプチャル・シベ自治県を直轄する。(1市8県1自治県)
- 1966年1月18日 - 綏定県が霍城県に編入。(1市7県1自治県)
- 1975年8月29日 (1市)
  - カラマイ市の一部が分立し、クイトゥン市が発足。
  - グルジャ市・グルジャ県・霍城県・トックズタラ県・ニルカ県・キュネス県・テケス県・昭蘇県・チャプチャル・シベ自治県がイリ・カザフ自治州イリ地区に編入。
- 1979年9月2日 - イリ・カザフ自治州イリ地区グルジャ市・グルジャ県・霍城県・トックズタラ県・ニルカ県・キュネス県・テケス県・昭蘇県・チャプチャル・シベ自治県を直轄する。(2市7県1自治県)
- 1984年9月14日 - グルジャ市・グルジャ県・霍城県・トックズタラ県・ニルカ県・キュネス県・テケス県・昭蘇県・チャプチャル・シベ自治県がイリ・カザフ自治州イリ地区に編入。(1市)
- 2001年10月6日 - イリ・カザフ自治州イリ地区グルジャ市・グルジャ県・霍城県・トックズタラ県・ニルカ県・キュネス県・テケス県・モンゴルキュレ県・チャプチャル・シベ自治県を直轄する。(2市7県1自治県)
- 2004年8月 - グルジャ県の一部がグルジャ市に編入。(2市7県1自治県)
- 2014年6月26日 - 霍城県の一部が分立し、コルガス市が発足。(3市7県1自治県)
- 2015年3月16日 - 霍城県・チャプチャル・シベ自治県の各一部が合併し、自治区直轄県級行政区のコクダラ市となる。(3市7県1自治県)
- 2019年11月6日 - クイトゥン市の一部がカラマイ市カラマイ区の一部、タルバガタイ地区ウス市の一部と合併し、自治区直轄県級行政区の胡楊河市となる。(3市7県1自治県)
- 2020年12月31日 - チャプチャル・シベ自治県の一部がグルジャ市に編入。(3市7県1自治県)

#### 新疆ウイグル自治区イリ・カザフ自治州イリ地区(1975年-1979年)
- 1975年8月29日 - イリ・カザフ自治州グルジャ市・グルジャ県・霍城県・トックズタラ県・ニルカ県・キュネス県・テケス県・モンゴルキュレ県・チャプチャル・シベ自治県を編入。イリ・カザフ自治州イリ地区が成立。(1市7県1自治県)
- 1979年9月2日 - グルジャ市・グルジャ県・霍城県・トックズタラ県・ニルカ県・キュネス県・テケス県・モンゴルキュレ県・チャプチャル・シベ自治県がイリ・カザフ自治州に編入。

#### 新疆ウイグル自治区イリ・カザフ自治州イリ地区(1984年-2001年)
- 1984年9月14日 - イリ・カザフ自治州グルジャ市・グルジャ県・霍城県・トックズタラ県・ニルカ県・キュネス県・テケス県・昭蘇県・チャプチャル・シベ自治県を編入。イリ・カザフ自治州イリ地区が成立。(1市7県1自治県)
- 2001年10月6日 - グルジャ市・グルジャ県・霍城県・トックズタラ県・ニルカ県・キュネス県・テケス県・昭蘇県・チャプチャル・シベ自治県がイリ・カザフ自治州に編入。